# Marie-Josèphe de Saxe (1803-1829)
Pour les articles homonymes, voir Marie-Josèphe de Saxe.
Titre
Reine consort d'Espagne
20 octobre 1819 – 18 mai 1829
(9 ans, 6 mois et 28 jours)
Marie-Josèphe de Saxe (Dresde, 6 décembre 1803 – Aranjuez, 18 mai 1829) est un membre de la maison royale de Wettin et, en tant que troisième épouse du roi Ferdinand VII, une reine consort d'Espagne.

## Biographie
Nièce du roi Frédéric-Auguste Ier de Saxe, la princesse est la septième et dernière enfant du prince Maximilien de Saxe (1759-1838) et de sa première épouse Caroline de Bourbon-Parme (1770-1804), elle-même fille du duc Ferdinand Ier de Parme et de Marie-Amélie d'Autriche.
La petite princesse perd sa mère à l'âge de 3 mois. Son éducation est confiée à un couvent dont elle ne sortira que pour se marier à l'âge de 15 ans.
Arrière-petite-fille du duc Philippe Ier de Parme, frère cadet du roi Charles III d'Espagne, elle est donc issue de la branche espagnole de la maison de Bourbon, et est ainsi une assez proche parente de la maison royale espagnole : elle est nièce à la mode de Bretagne et cousine issue de germains de son futur époux, qui était cependant son aîné de 19 ans.
La maison de Saxe était à l'époque réputée au sein des familles régnantes pour sa fécondité : sa grand-tante, la reine Marie-Amélie, ayant donné au roi Charles III treize enfants, elle est ainsi choisie pour épouse par Ferdinand VII d'Espagne, qui après deux mariages, espérait toujours un héritier.

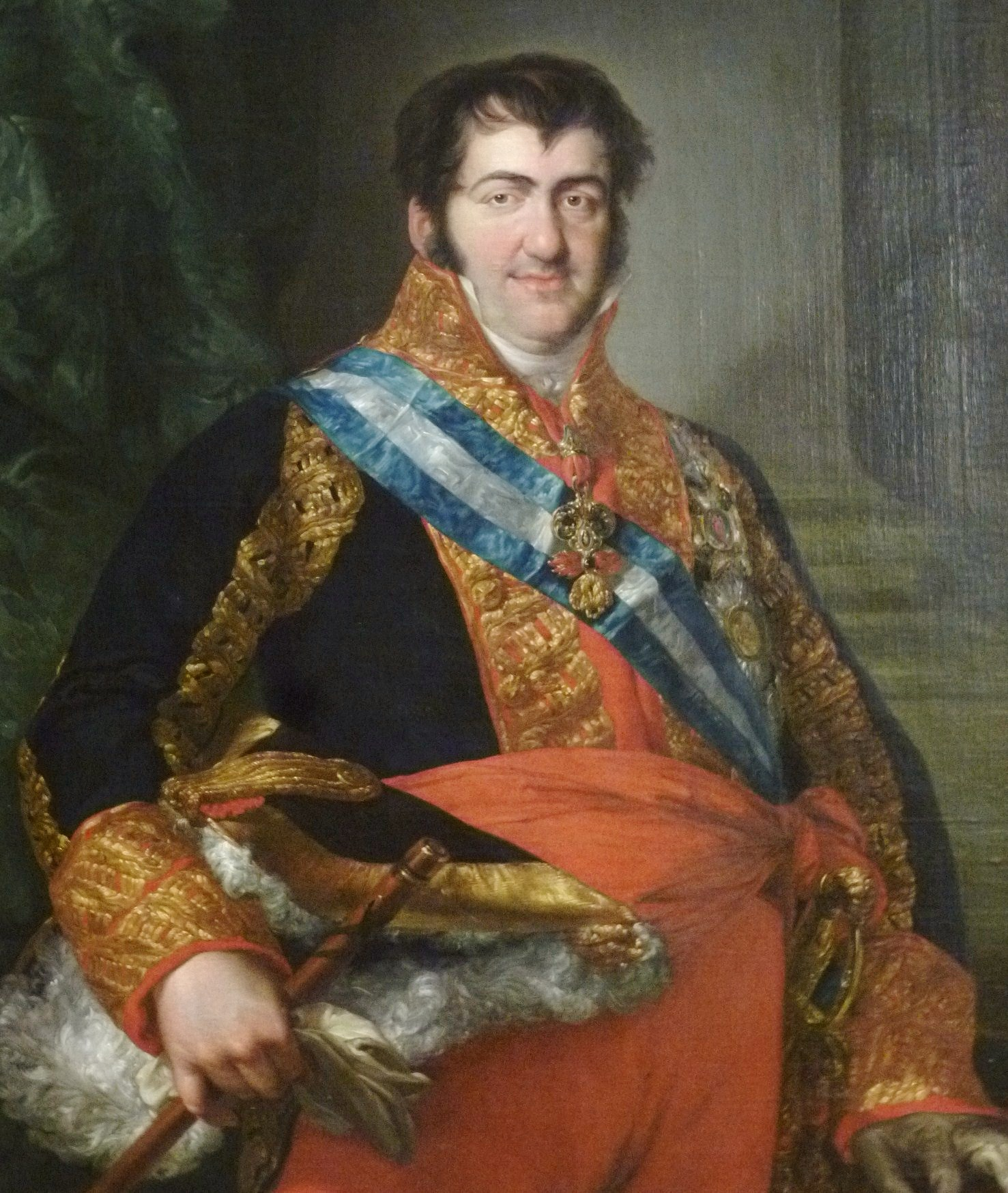
Ferdinand VII, par Vicente López.

Fervente catholique, douce, pieuse, ayant le goût de la poésie et fort jolie, le roi s'éprend d'autant plus de la jeune Allemande que ses deux précédentes épouses étaient dépourvues de charme et de beauté.
Le mariage a lieu 20 octobre 1819 à Madrid, mais, fort peu au courant des réalités de la vie conjugale, la jeune reine de 15 ans refuse de consommer son mariage.
La nuit de noces est ainsi un fiasco : terrifiée, Marie-Josèphe voit son époux entrer nu dans la chambre, et s'enfuit en criant. Elle est convaincue d'y retourner par sa belle-sœur, l'infante Marie-Françoise de Portugal, mais sa terreur la conduit à une incontinence qui ne fait que courroucer davantage le roi. Il faudra un courrier du pape Pie VII pour la convaincre que l'union conjugale n'est pas peccamineuse et, malgré cela, la reine n'acceptera de partager sa couche avec son mari et de consommer leur union qu'à la condition de prières avant l'acte sexuel. Aucun enfant ne viendra combler les vœux du roi, et la reine Marie-Josèphe se retirera de plus en plus de la vie publique, se réfugiant au palais de Riofrío, ainsi que dans ceux de San Ildefonso et d'Aranjuez.
La vie politique espagnole est alors des plus instables : après le Triennat libéral, le roi mène une politique conservatrice contestée par la bourgeoisie et une partie de l'armée. Soulèvements et pronunciamentos se succèdent et sont réprimés, au besoin avec l'aide de la Sainte Alliance (expédition d'Espagne). Les dix dernières années du règne de Ferdinand VII sont ainsi appelées par les libéraux la Décennie abominable. Si la reine Marie-Josèphe demeura discrète, conformément à son rôle d'épouse, elle se montra cependant intéressée par les affaires politiques, partageant avec son mari l’exécration du libéralisme.
En 1829, après dix années de mariage, Marie-Josèphe meurt subitement de fièvres, laissant le roi le cœur brisé. Elle était âgée de 25 ans. Sa dépouille repose dans la crypte royale de l'Escurial.

## Épilogue
Nonobstant son chagrin, Ferdinand VII ne peut guère prendre le temps de pleurer son épouse. La famille royale est alors partagée entre conservateurs et libéraux ayant à leur tête les deux frères du roi : l'infant Charles, né en 1788, successeur potentiel de son frère, était comme son épouse réputé pour son conservatisme, tandis que l'infant François de Paule, de dix ans plus jeune que le souverain, représentait l'opinion libérale. L'épouse de l'infant François de Paule, l'intelligente infante Louise-Charlotte de Bourbon-Siciles, craignait qu'à la mort du roi l'infant Charles ne ceigne la couronne. Elle incite donc le monarque déjà quadragénaire à se marier une quatrième fois avec l'une de ses sœurs cadettes.
La reine Marie-Josèphe est morte le 18 mai 1829 ; dès le 11 décembre suivant, espérant l'héritier tant désiré, le roi se marie pour la quatrième fois avec Marie-Christine de Bourbon-Siciles, une de ses nièces âgée de 23 ans, qui ne lui donnera que deux filles. Dès lors, Ferdinand VII promulguera la Pragmatique Sanction de 1830, ouvrant la voie au règne de sa fille aînée, Isabelle II, mais également aux conflits liés au courant carliste.